# Karl Steinberger
Friedrich Karl Steinberger (* 27. Dezember 1811 in Butzbach; † 11. Mai 1857 in Schotten) war ein hessischer evangelischer Pfarrer, Politiker und Abgeordneter der 2. Kammer der Landstände des Großherzogtums Hessen.

## Leben
Karl Steinberger war der Sohn des Stadtpfarrers Johann Carl Christoph Steinberger und dessen Ehefrau Henriette Luise Christine, geborene Snell. Steinberger heiratete Anna Christine Mathilde geborene Snell.
Steinberger studierte nach dem Besuch des Gymnasiums in Butzbach ab 1828 Theologie und Philosophie an der Universität Gießen. Während seines Studiums wurde er 1828 Mitglied der Alten Gießener Burschenschaft Germania und 1832 der Burschenschaft Teutonia Gießen. Aufgrund seiner burschenschaftlichen Aktivitäten wurde später ein Verfahren gegen ihn eingeleitet; er wird im Schwarzen Buch der Frankfurter Zentralbehörde (1833–1838) erwähnt, am 9. Dezember 1836 vom Hofgericht Gießen jedoch freigesprochen.
Von 1831 bis 1835 war er Hofmeister von 1835 bis 1837 Pfarrgehilfe in Rodheim und von 1837 bis 1857 Pfarrer in Grünberg. Er wurde zum Ehrenbürger von Grünberg ernannt.
Um 1848 war er während der Märzrevolution Herausgeber des fortschrittlichen Blattes „Wächter an der Schwalm“. Von 1849 bis 1850 gehörte er der Zweiten Kammer der Landstände an. Er wurde für den Wahlbezirk der Stadt Alsfeld gewählt.